# Метт Волст
Метью «Метт» Волст (англ. Matthew «Matt» Walst; нар. 28 грудня 1982, Норвуді, Онтаріо, Канада) — вокаліст, гітарист та засновник канадського рок-гурту «My Darkest Days». У 2013 році після виходу з гурту Three Days Grace, Адама Гонтьєра, Метт був представлений як сесійний, а пізніше як основний вокаліст рок-гурту Three Days Grace.

## Життєпис
Метт народився в Норвуді (Онтаріо) Канада 28 грудня 1982 року. Метт — молодший брат бас-гітариста і одного із засновників канадського гурту Three Days Grace Бреда Волста. У 2005 році Метт створив свій власний рок-гурт під назвою My Darkest Days.
У 2013 році був представлений, як сесійний вокаліст Three Days Grace. Метт замінив Адама Гонтьє, який покинув гурт незадовго до туру на підтримку альбому Transit of Venus. 28 березня Метт Волст став офіційним вокалістом Three Days Grace.

## Автобіографія
У 12 років я увійшов у кімнату брата і знайшов там чорну електрогітару. Я взяв її і спробував зіграти хоча б що-небудь. З того дня я почав робити деякі рифи. Після цього я став грати з Бадді Джес Уинном (барабани) у моєму підвалі. Ми з захопленням спостерігали за хлопцями з 3DG і після вони навчили нас Мистецтву Року. Тоді я почав серйозно готуватися і збирати матеріали разом з Бадді, ми базувалися в невеликому фургончику. Він був дуже холоднний зимою і наповненим бджолами влітку. Мої губи постійно тряслися через це все, через ці проблеми. Це був час, коли я зустрів Гевіна Брауна. Я зіграв для нього кілька рифів, коли 3DG записували в студії «Scared» і «Let You Down». Тоді ми з ним і почали працювати над моїми власними піснями. Робота з таким продюсером і зустрічі з прекрасною дівчиною були ґрунтом для написання пісень.

### З маленького містечка до великих завоювань
Я зрозумів, що повинен переїхати в місто, де можна виступати на сцені без великих проблем. Туди, де я б зміг записувати музику. Я постійно чув про великі міста і це стало моєю метою. Мій друг Дуг Олівер (барабани) також загорівся цією мрією. Тому він продав свій будинок і зняв для нас кімнату з двома ліжками. Це було велика і важка зміна для нас, але ми звикли. Брендон Макміллан, друг дитинства, як і ми, хотів виступати на сцені. І з допомогою ще одного нашого друга Чіззі, ми вчилися і писали пісні. Практикувалися кожен день, просуваючись до нашої спільної мрії-успіху…

### Виселення
Це правда, коли люди говорять про голодуючих музикантів, тому що саме це і сталося з нами. Тоді ми почали грати всюди, де тільки можна і продавати наші демонстраційні диски. Нам був потрібен той, хто повірить у нас і нашу музику. І це був жахливий момент, коли нас змусили протягом місяця виселитися з нашого будинку! Справжнє доросле життя почалася з того самого моменту. Ми могли б стати безпритульними. І за тиждень до виселення, я відповів на дзвінок, який був досить незвичайний. Я підняв трубку і почув голос, який багато разів чув по радіо і телевізору, вокаліст Nickelback-Чед! Він розповів, що прослухав наш демо-запис і він йому сподобався і він хотів, щоб ми приїхали до нього, щоб попрацювати над деякими його піснями з продюсером Джої Моєму. Ми провели більше року, пишучи пісні, придумуючи, якими будуть наші концерти. І тоді зрозуміли, що нам потрібен більш об'ємний звук, тому перед туром ми додали ще пару чоловік. Разом з Салом Костою і Рідом Генрі ми стали називатися My Darkest Days.

### Перший тур
Те, до чого ми готувалися, було шеститижневим туром по США. Ми пересувалися в невеликому фургоні без кондиціонера. Ми назвали його Кіллі, тому що одного разу він перекинувся і тоді ми були на волосині від смерті. Зрештою, ми почали знімати номери в готелях, щоб спати вночі. Було просто незабутньо грати з такими крутими музикантами і гуртами, на піснях на яких ми виросли. Я мріяв грати з ними на одній сцені, і ось… Мрія збулася! Ми продовжили писати пісні одразу після закінчення туру. І написали Sick And Twisted прямо в дорозі. Тоді ми перемістилися в BandWagon (автобус, на рівень гірше турового) і це був початок хорошого життя. Ми подорожували разом з Nickelback, виступали на фестивалях і давали концерти як хедлайнери. My Darkest Days стали справжньою групою!
Three Days Grace: Безглуздо звучить, але це відбулося за 3 дні до Різдва, коли мій брат Бред отримав дзвінок від адвоката і почув, що Адам більше не буде виступати з гуртом. Різдво зазвичай веселий час для мене і моєї сім'ї, але тоді я швидко став напруженим і похмурим. 3DG зважила всі нюанси, і хлопці запропонували мені, як експеримент, приєднатися до них. Це було найкращим виходом, оскільки у них був тур через місяць, а я був дуже добре знайомий з їх творчістю. Після кількох турів і двох років, проведених разом з 3DG, вони зробили мене офіційним членом гурту! Це просто дивно, грати не просто з групою, за якою ти спостерігав у дитинстві, а зі своїм братом! Я щасливий, тому що всі мої мрії здійснилися…

## Дискографія
Three Days Grace
- Human (2015)
- Outsider (2018)

My Darkest Days
- My Darkest Days (2010)
- Sick and Twisted Affair (2012)